# Saint-Pierre-d’Exideuil
Saint-Pierre-d’Exideuil ist ein westfranzösischer Ort und eine Gemeinde mit 728 Einwohnern (Stand: 1. Januar 2022) im Département Vienne in der Region Nouvelle-Aquitaine. Die Gemeinde gehört zum Arrondissement Montmorillon und zum Kanton Civray.

## Lage
Saint-Pierre-d’Exideuil liegt an der Charente, etwa 48 Kilometer südsüdwestlich von Poitiers. Umgeben wird Saint-Pierre-d’Exideuil von den Nachbargemeinden Blanzay im Norden, Savigné im Osten und Nordosten, Civray im Osten und Südosten, Saint-Gaudent im Süden und Südosten, Val-de-Comporté im Süden und Westen sowie Linazay im Westen und Nordwesten.

## Bevölkerungsentwicklung
| Jahr                       | 1962 | 1968 | 1975 | 1982 | 1990 | 1999 | 2006 | 2018 |
| Einwohner                  | 704  | 695  | 706  | 714  | 766  | 796  | 790  | 767  |
| Quellen: Cassini und INSEE |      |      |      |      |      |      |      |      |

## Sehenswürdigkeiten
- Kirche Saint-Pierre, seit 1904 Monument historique
- Schloss Léray aus dem 16./17. Jahrhundert, seit 1932 Monument historique
- Schloss L’Étang aus dem 19. Jahrhundert
- Reste einer Mühle des Tempelritterordens

Siehe auch: Liste der Monuments historiques in Saint-Pierre-d’Exideuil

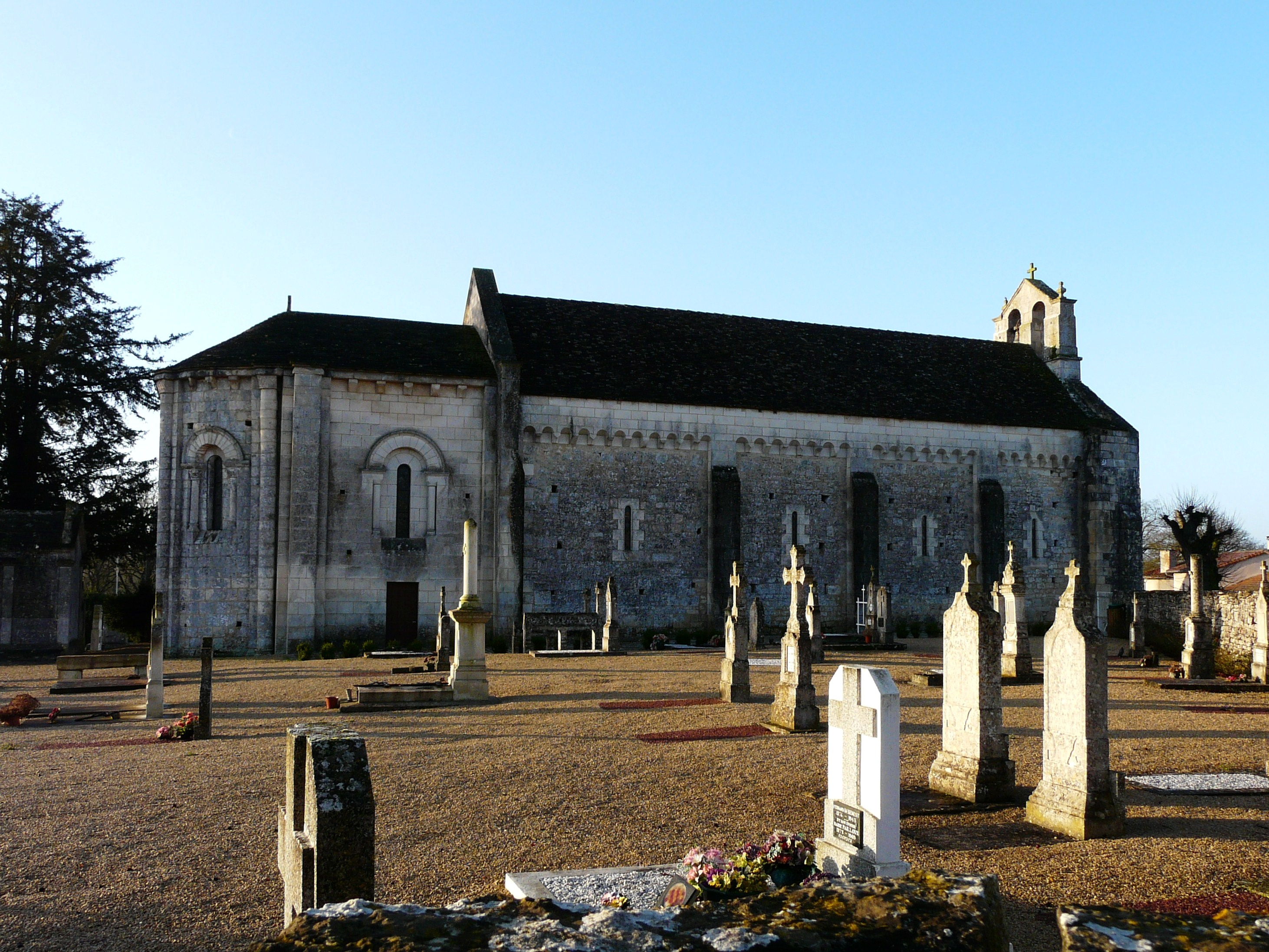
Kirche Saint-Pierre
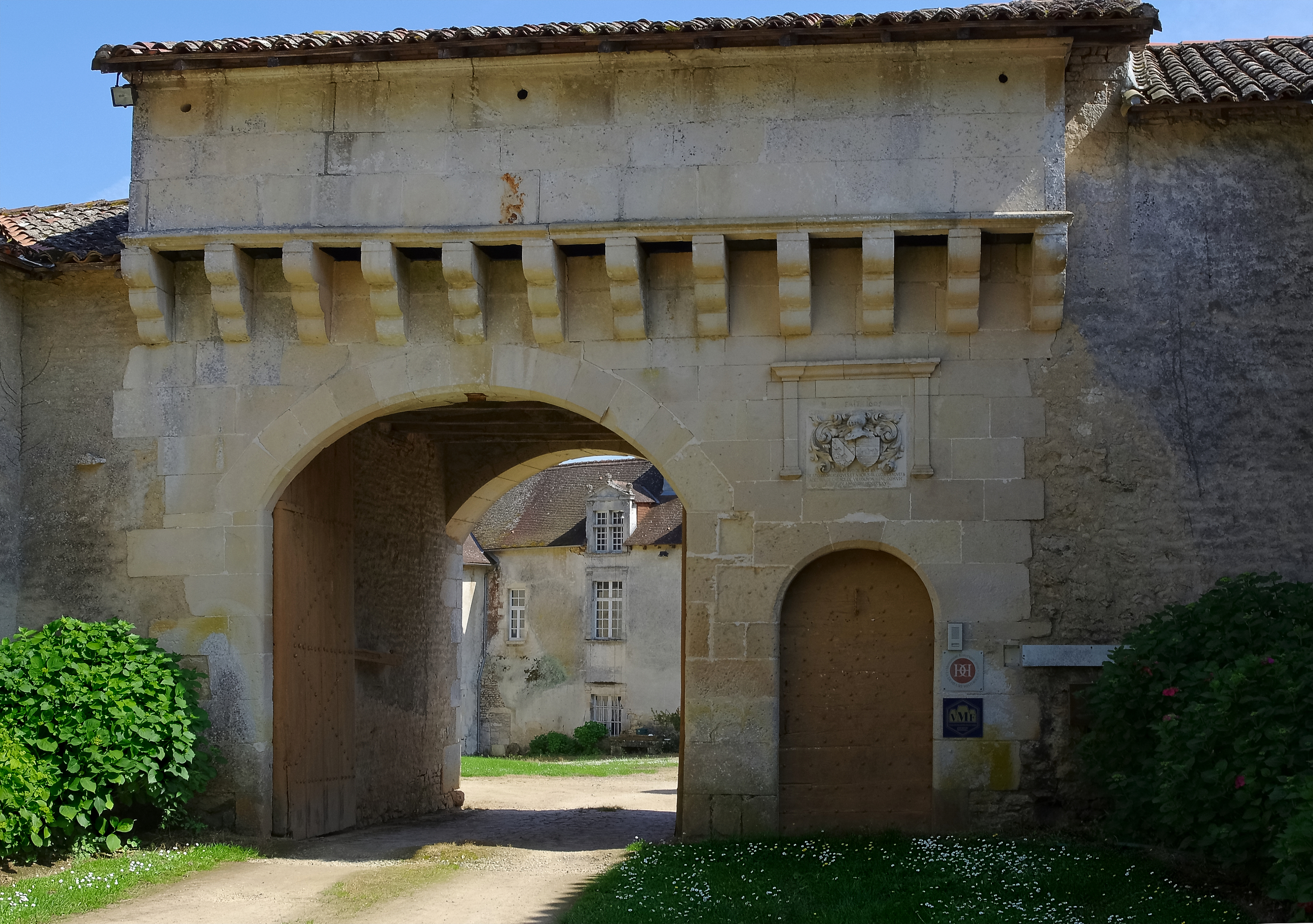
Portal zum Schloss Léray